# Calculus
Calculus je tabulkový procesor pro počítače Sinclair ZX Spectrum a kompatibilní (například Didaktik). Jedná se o program českého původu, autorem je Tomáš Vilím, který jej napsal pod přezdívkou Universum. Vydavatelem programu byla společnost Proxima - Software v. o. s., program byl vydaný v roce  1993.

## Specifikace

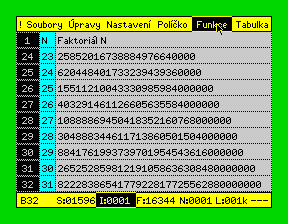
Tabulkový procesor Calculus pro Sinclair ZX Spectrum - screenshot

Maximální rozměry tabulky jsou 40 sloupců x 128 řádků. Pro aritmetické funkce využívá kalkulátor v ROM ZX Spectra, navíc má funkci sum, zaokrouhlovací funkce a formátovací funkce. Pro potřeby účetních operací s čísly má i vlastní matematické operace, které umožňují přesnost až na 40 cifer. Poskytuje tak přesnější výsledky než Excel.
Proti programům VU Calc a Omnicalc má Calculus následující možnosti:
- umožňuje pracovat s více tabulkami,
- v disketové verzi pro disketovou jednotku Didaktik 40 je velikost tabulek omezena pouze velikostí diskety (v kazetové verzi volnou pamětí počítače),
- volitelná barva a orámování políčka, nastavitelná šířka políčka,
- plná podpora češtiny.